# Dracontomyia footei
Dracontomyia footei är en tvåvingeart som beskrevs av Aczel 1953. Dracontomyia footei ingår i släktet Dracontomyia och familjen borrflugor. Inga underarter finns listade i Catalogue of Life.